# Crocidura ultima
Crocidura ultima és una espècie de mamífer eulipotifle de la família de les musaranyes (Soricidae). que és endèmica de Kenya.